# Júbilo Iwata
Il Júbilo Iwata (ジュビロ磐田?, Jubiro Iwata) è una società calcistica giapponese con sede nella città di Iwata. Dal 2025 milita nella J2 League, la seconda divisione del campionato giapponese.
Il nome della squadra (Júbilo) deriva dall'omonima parola portoghese, che significa esultanza.

## Storia

### Le origini
Fondato nel 1970 dall'azienda motociclistica Yamaha, il Júbilo venne iscritto fin dall'inizio alla Japan Soccer League.
Nel 1982 ottenne i suoi primi successi, vincendo la Coppa dell'Imperatore e la seconda divisione della JSL. Quest'ultimo risultato consentì al team della Yamaha di partecipare l'anno successivo alla prima divisione, campionato che vinse nella stagione 1987-1988.
La nascita della J. League nel 1992 portò con sé una serie di problemi legati alla professionalizzazione del calcio nipponico e la Yamaha preferì retrocedere il club nella categoria immediatamente inferiore. Tuttavia, nel 1993 il Júbilo giunse secondo in classifica nella prima divisione della JFL, ottenendo la promozione in J. League per il 1994. Come allenatore venne ingaggiato Hans Ooft, che poteva contare su una rosa piena di calciatori stranieri, tra cui spiccavano il brasiliano Dunga e, a breve distanza temporale, Salvatore Schillaci, primo italiano a giocare nel campionato nipponico.

### L'epoca d'oro
In sette anni di permanenza nella massima serie (dal 1997 al 2003), il Júbilo vinse il campionato per tre volte e si aggiudicò tutte le coppe nazionali. Nel 1999 venne anche incoronato campione d'Asia dopo essersi imposto per 2-1 sull'Esteghlal di Teheran nella finale del Campionato d'Asia per club. Il Júbilo giunse in finale anche nel 2000 e nel 2001, perdendo in entrambi i casi.
In questo periodo, il club stabilì alcuni record: il maggior numero di gol segnati in una stagione (107 nel 1998), il minor numero di gol subiti in una stagione (26 nel 2001), la più alta differenza reti (+68 nel 1998), la vittoria più ampia nella storia della J League (9-1 contro il Cerezo Osaka, ancora nel 1998).

### Gli anni Duemila
Dopo il trionfo nella Coppa dell'Imperatore del 2003, la squadra cominciò a perdere colpi, soprattutto a causa dell'invecchiamento della rosa. La società non fu in grado di rimpiazzare adeguatamente i vecchi campioni che man mano si ritiravano e, nel 2007, il Júbilo ottenne il suo peggior risultato di sempre nella J. League, chiusa al nono posto.
La Yamaha Motor non è più lo sponsor principale del club, anche se esistono ancora dei legami con l'importante azienda motociclistica.
Nel 2010 la squadra è tornata al successo, conquistando la seconda Coppa Yamazaki Nabisco della sua storia.

## Strutture
Il Júbilo disputa le gare casalinghe allo Yamaha Stadium, che ha una capienza di 15.165 persone, ma per le partite di cartello utilizza l'Ecopa Stadium di Fukuroi, costruito per i mondiali di calcio del 2002.
Gli allenamenti del Júbilo si svolgono all'Okubo Ground di Iwata e all'Iwata Sports Park Yumeria. 

## Allenatori
- 1993  Kazuaki Nagasawa
- 1994-1996  Hans Ooft
- 1997  Luiz Felipe Scolari
- 1997  Takashi Kuwahara
- 1998  Valmir
- 1999  Takashi Kuwahara
- 2000  Gjoko Hadžievski
- 2000-2002  Masakazu Suzuki
- 2003  Masaaki Yanagishita
- 2004  Takashi Kuwahara
- 2004  Masakazu Suzuki
- 2004-2006  Masakuni Yamamoto
- 2006-2007  Adílson Dias Batista
- 2007-2008  Atsushi Uchiyama
- 2008  Hans Ooft
- 2009-2011  Masaaki Yanagishita
- 2012-2013  Hiroshi Morishita
- 2013  Tetsu Nagasawa
- 2013-2014  Takashi Sekizuka
- 2014  Péricles Chamusca
- 2014-2019  Hiroshi Nanami
- 2019  Hideto Suzuki
- 2019  Minoru Kobayashi
- 2019  Fernando Jubero
- 2020-2021  Masakazu Suzuki
- 2022  Akira Ito
- 2022-2023  Hiroki Shibuya
- 2023-2024  Akinobu Yokouchi

## Palmarès

### Competizioni nazionali
- Japan Soccer League: 1

1987-1988
- J. League: 3

1997, 1999, 2002
- Coppa dell'Imperatore: 2

1982, 2003
- Coppa Yamazaki Nabisco: 2

1998, 2010
- Supercoppa del Giappone: 3

2000, 2003, 2004
- J2 League: 1

2021

### Competizioni internazionali
- AFC Champions League: 1

1998-1999
- Supercoppa d'Asia: 1

1999
- Coppa Suruga Bank: 1

2011

### Altri piazzamenti
- Campionato giapponese:

Secondo posto: 2001, 2003
- Coppa J. League:

Finalista: 1994, 1997, 2001
Semifinalista: 2003
- Supercoppa del Giappone:

Finalista: 1998
- J2 League:

Secondo posto: 2023
- Konica Cup:

Finalista: 1990
- AFC Champions League:

Finalista: 1999-2000, 2000-2001

## Organico

### Rosa 2024
Rosa e numerazione aggiornate al 20 agosto 2024.
| N. |                     | Ruolo | Calciatore               |
| -- | ------------------- | ----- | ------------------------ |
| 1  | Giappone (bandiera) | P     | Eiji Kawashima           |
| 2  | Giappone (bandiera) | D     | Ikki Kawasaki            |
| 3  | Giappone (bandiera) | D     | Riku Morioka             |
| 4  | Giappone (bandiera) | D     | Kō Matsubara             |
| 6  | Giappone (bandiera) | D     | Makito Itō               |
| 7  | Giappone (bandiera) | C     | Rikiya Uehara            |
| 10 | Giappone (bandiera) | C     | Hiroki Yamada (capitano) |
| 11 | Giappone (bandiera) | A     | Ryō Germain              |
| 13 | Giappone (bandiera) | C     | Kōtarō Fujikawa          |
| 14 | Giappone (bandiera) | C     | Masaya Matsumoto         |
| 15 | Giappone (bandiera) | D     | Kaito Suzuki             |
| 16 | Brasile (bandiera)  | C     | Léo Gomes                |
| 17 | Brasile (bandiera)  | A     | Weverton                 |
| 18 | Giappone (bandiera) | D     | Keita Takahata           |
| 19 | Brasile (bandiera)  | C     | Bruno José               |
| 20 | Giappone (bandiera) | P     | Yūya Tsuboi              |
| 21 | Giappone (bandiera) | P     | Ryūki Miura              |
| 23 | Belgio (bandiera)   | C     | Jordy Croux              |

| N. |                          | Ruolo | Calciatore         |
| -- | ------------------------ | ----- | ------------------ |
| 24 | Giappone (bandiera)      | P     | Mitsuki Sugimoto   |
| 25 | Giappone (bandiera)      | C     | Shun Nakamura      |
| 26 | Giappone (bandiera)      | D     | Shunsuke Nishikubo |
| 32 | Israele (bandiera)       | D     | Hassan Hilo        |
| 35 | Corea del Sud (bandiera) | D     | Park Se-gi         |
| 36 | Brasile (bandiera)       | D     | Ricardo Graça      |
| 37 | Giappone (bandiera)      | C     | Rei Hirakawa       |
| 39 | Giappone (bandiera)      | A     | Kōshirō Sumi       |
| 40 | Giappone (bandiera)      | C     | Shōta Kaneko       |
| 46 | Giappone (bandiera)      | A     | Shōta Yamamoto     |
| 47 | Giappone (bandiera)      | P     | Keizen Iida        |
| 48 | Giappone (bandiera)      | C     | Tokumo Kawai       |
| 50 | Giappone (bandiera)      | D     | Hiroto Uemura      |
| 51 | Giappone (bandiera)      | P     | Keitarō Nakajima   |
| 55 | Giappone (bandiera)      | A     | Ryō Watanabe       |
| 67 | Giappone (bandiera)      | D     | Ryūsei Yoshimura   |
| 99 | Brasile (bandiera)       | A     | Matheus Peixoto    |

### Staff tecnico
Staff tecnico aggiornato al 20 aprile 2025.
- John Hutchinson - Allenatore
- Kiyokazu Kudō - Collaboratore tecnico
- Yasumasa Nishino - Collaboratore tecnico
- Shaun Ontong - Collaboratore tecnico
- Yoshikatsu Kawaguchi - Preparatore portieri
- Kentarō Chūman - Preparatore fisico
- Ryōsuke Inada - Collaboratore preparatore fisico
- Kiyotaka Sakai - Capo analista
- Takashi Harada - Analista